# 美食はいつもミステリー
『美食はいつもミステリー』（びしょくはいつもミステリー）は、TBS系列で放送されたバラエティ番組・特別番組である。

## 出演者
- 南原清隆（ウッチャンナンチャン）
- 松本志のぶ
- 吉田類
- 澤部佑（ハライチ）
- ダレノガレ明美

### ナレーション
- 壇蜜

## ネット局
| 放送対象地域   | 放送局                | 系列    | 放送日時                     | 遅れ日数   |
| -------------- | --------------------- | ------- | ---------------------------- | ---------- |
| 関東広域圏     | TBSテレビ（TBS）      | TBS系列 | 2013年10月10日 23:58 - 24:58 | 制作局     |
| 北海道         | 北海道放送（HBC）     | TBS系列 | 2013年10月10日 23:58 - 24:59 | 同時ネット |
| 山形県         | テレビユー山形（TUY） | TBS系列 | 2013年10月10日 23:58 - 24:58 | 同時ネット |
| 福島県         | テレビユー福島（TUF） | TBS系列 | 2013年10月10日 23:58 - 24:58 | 同時ネット |
| 長野県         | 信越放送（SBC）       | TBS系列 | 2013年10月10日 23:58 - 24:58 | 同時ネット |
| 静岡県         | 静岡放送（SBS）       | TBS系列 | 2013年10月10日 23:58 - 24:58 | 同時ネット |
| 石川県         | 北陸放送（MRO）       | TBS系列 | 2013年10月10日 23:58 - 24:58 | 同時ネット |
| 中京広域圏     | 中部日本放送（CBC）   | TBS系列 | 2013年10月10日 23:58 - 24:58 | 同時ネット |
| 岡山県・香川県 | 山陽放送（RSK）       | TBS系列 | 2013年10月28日 23:58 - 24:58 | 18日遅れ   |
| 宮城県         | 東北放送（TBC）       | TBS系列 | 2013年10月30日 24:13 - 25:13 | 20日遅れ   |
| 新潟県         | 新潟放送（BSN）       | TBS系列 | 2013年11月13日 20:00 - 20:54 | 34日遅れ   |
| 青森県         | 青森テレビ（ATV）     | TBS系列 | 2013年11月23日 10:30 - 11:24 | 44日遅れ   |
| 鹿児島県       | 南日本放送（MBC）     | TBS系列 | 2013年12月15日 15:00 - 15:54 | 66日遅れ   |
| 福岡県         | RKB毎日放送（RKB）    | TBS系列 | 2014年1月3日 16:00 - 17:00   | 85日遅れ   |
| 岩手県         | IBC岩手放送（IBC）    | TBS系列 | 2014年1月6日 23:58 - 24:58   | 88日遅れ   |
| 沖縄県         | 琉球放送（RBC）       | TBS系列 | 2014年3月14日 25:55 - 26:55  | 155日遅れ  |
| 広島県         | 中国放送（RCC）       | TBS系列 | 2014年4月3日 23:53 - 24:53   | 175日遅れ  |

## スタッフ
- 制作協力：極東電視台
- チーフプロデューサー：菊野浩樹
- プロデューサー：大久保徳宏、満田尚子、早瀬志津加
- 演出：首藤光典
- 製作著作：TBS